# Ptrukša
Ptrukša este o comună slovacă, aflată în districtul Michalovce din regiunea Košice. Localitatea se află la altitudinea de 101 m deasupra n.m., se întinde pe o suprafață de 6,94 km2 și în 2017 număra 485 de locuitori.

## Istoric
Localitatea Ptrukša este atestată documentar din 1281.

## Demografie
| An:                | 1994 | 2004   | 2014   | 2024   |
| ------------------ | ---- | ------ | ------ | ------ |
| Număr de persoane: | 516  | 519    | 494    | 448    |
| Diferență:         |      | +0,58% | −4,81% | −9,31% |

| An:                | 2023 | 2024   |
| ------------------ | ---- | ------ |
| Număr de persoane: | 452  | 448    |
| Diferență:         |      | −0,88% |